# Team Liquid
Team Liquid — мультигеймінгова кіберспортивна організація, заснована в 2000 році в Нідерландах. Спочатку команда являла собою клан у грі StarCraft: Brood War, 2010 року перейшла на StarCraft 2. Наприкінці 2012 року організація набрала команду для гри Dota 2, яка в 2017 стала переможцем головного міжнародного турніру року з Dota 2 — The International 2017 — із найбільшим на той час призовим фондом у кіберспорті.

## Dota 2
Перший склад Team Liquid по Dota 2 з'явився в кінці 2012 року. Колектив одразу став одним із найсильніших на американській арені, здобув перемогу в низці турнірів, а на головному змаганні сезону — The International 2013 —, посів 7-8 місця. По ходу турніру команда вибила фаворитів — китайську команду LGD —, а гравці ixmike88 і FLUFFNSTUFF стали улюбленцями публіки.
Наступний сезон став для «рідких» менш успішним. Команду супроводжували постійні зміни складу, під час яких до Team Liquid приєднався популярний кіберспортсмен Джиммі Хо (DeMoN). Його участь допомогла зайняти на The International 2014 9-10 місця, однак після закінчення турніру команду Dota 2 розпустили.
2015 року «Team Liquid» повернулася в Dota 2: 9 жовтня організація підписала контракт зі складом команди 5Jungz під керівництвом KuroKy. Попри провал у кваліфікації до Frankfurt Major, Team Liquid успішно виступила на наступних «мейжорах»: друге місце на Shanghai Major та Manila Major. Сезон не вдалося увінчати хорошим виступом на головному турнірі року: на The International 2016 Team Liquid посіла 7-8 місця, повторивши результат 2013 року.
Організація вирішила не робити істотних змін у складі, що дало відмінні результати на початку 2017 року. Колектив здобув перемогу на турнірах SL i-League StarSeries Season 3, SL-i League Invitational # 2, Epicenter Season 2 і отримав пряме запрошення від організаторів The International 2017. Team Liquid вважали одним із фаворитів турніру і вони здобули перемогу. Чемпіонами в складі команди стали:
- KuroKu (підтримка/капітан)
- Miracle- (середня лінія/керрі)
- GH (підтримка)
- MinD_ContRoL (складна лінія)
- MATUMBAMAN (керрі/середня лінія)

## Counter-Strike 2
| Країна         | Нік            | Повне ім'я       |
| Основний склад | Основний склад | Основний склад   |
| -------------- | -------------- | ---------------- |
| Болгарія       | Rainwaker      | Алекс Петров     |
| США            | oSee           | Джошуа Ом        |
| Канада         | NAF            | Кейт Маркович    |
| Латвія         | YEKINDAR       | Марекс Галінскіс |
| Тренер         |                |                  |
| Канада         | daps           | Деміан Стіл      |

## Halo
16 грудня 2017 року Team Liquid розпустила склад команди Halo.